# Cuarteto Jerusalem
El Cuarteto Jerusalén es un cuarteto de cuerda israelí que hizo su debut en 1996. Su repertorio es amplio e incluye obras de Joseph Haydn, Franz Schubert y Dmitri Shostakovich. Han viajado extensamente por todo el mundo y tres de sus grabaciones han ganado los BBC Music Magazine Awards.
Han grabado trece discos para el sello Harmonia Mundi. El Cuarteto Jerusalem celebró su vigésima temporada en 2016 lanzando un álbum de dos CD de los seis cuartetos de cuerdas Op. 18 de Beethoven, y recorriendo los Estados Unidos, Australia y varios países europeos.
La formación original incluía al violista Amihai Grosz. Grosz se unió a la Filarmónica de Berlín como primer viola en 2010, y también toca con el Philharmonic Octet Berlin.

## Miembros
- Alexander Pavlovsky - primer violín
- Sergei Bresler - Segundo violín
- Ori Kam - viola
- Kyril Zlotnikov - chelo. Zlotnikov actúa con un chelo prestado por Daniel Barenboim que fue anteriormente tocado por Jacqueline du Pré.[3]